# New Norcia
New Norcia is een plaats in de regio Wheatbelt in West-Australië. Het is het enige kloosterdorp in Australië.

## Geschiedenis
Ten tijde van de Europese kolonisatie leefden de Juat Nyungah in de streek.
In 1846 stichtten Dom Serra en Dom Salvado de benedictijnenabdij van New Norcia langs de rivier de Moore. De abdij werd vernoemd naar de geboorteplaats van Benedictus van Nursia. Op 1 maart 1847 werd de eerste steen gelegd. De abdij was in de eerste plaats een missie ter bekering en onderwijzing van de Aborigines. In 1848 opende de 'St Mary's Mission', een school voor Aboriginesjongens. Op 12 maart 1859 werd de abdij door paus Pius IX onafhankelijkheid verleend. Dom Salvado zou tot de abt ervan benoemd worden.
In 1861 werd de abdijkerk gebouwd en opende de 'St Joseph's Native School and Orphanage', een school voor Aboriginesmeisjes en weeshuis voor Aborigineskinderen. Nog in 1861 werd een politiekantoor geopend. In 1873 opende een post- en telegraafkantoor en in 1876 een rechtbank. Op haar hoogtepunt had de abdij meer dan 4.000 km² grondgebied onder haar controle. Er werden schapen voor wol en paarden voor het Brits-Indisch leger gekweekt.
In 1887 werd Dom Salvado tot 'Protector' voor de Aborigines van het district benoemd. Op het einde van zijn leven, ten tijde van de federalisering van Australië, lobbyde hij nog voor de erkenning van de Aborigines als inwoners van Australië bij de bevriende West-Australische premier John Forrest. Hij slaagde echter niet in zijn opzet. Dom Salvado stierf op 29 december 1900. De abdij zou in de loop van de 20e eeuw van aard veranderen. De Aborigines verhuisden naar Perth en Geraldton en de scholen werden toegankelijk voor kinderen van Europese afkomst.
Dom Salvado werd opgevolgd door Dom Fulgentius Torres. In het begin van de 20e eeuw bouwde Torres een nieuw abdijgebouw op de plaats van het oorspronkelijke missiegebouw. Hij vernieuwde de abdijkerk in 1908. Datzelfde jaar opende Torres het 'St Gertrude's College' voor meisjes en in 1913 het 'St Ildephonsus' College' voor jongens. In 1927 opende het 'New Norcia Hotel' om de ouders van de scholieren die aan de internaten school liepen te ontvangen. In 1974 werden de scholen en weeshuizen voor de Aborigineskinderen gesloten. Later zou blijken dat een deel van de Aborigineskinderen van de gestolen generaties deel uitmaakte en sommigen er daarenboven seksueel misbruikt werden. Het 'St Gertrude's College' en het 'St Ildephonsus' College' sloten in 1991 de deuren.

## 21e eeuw
New Norcia maakt deel uit van het lokale bestuursgebied (LGA) Shire of Victoria Plains. In 2021 telde New Norcia 57 inwoners.
In 2003 opende de toenmalige West-Australische premier Geoff Gallop acht kilometer ten zuiden van New Norcia een grondstation van de Europese Ruimtevaartorganisatie.
Een koninklijke commissie onderzocht in 2016 aanklachten van seksueel misbruik door katholieke religieuzen. Meer dan 20 % van de benedictijnen van New Norcia zou tussen 1950 en 2010 vanwege seksueel misbruik aangeklaagd zijn geweest.
In 2020 sloot het 'New Norcia Hotel' voorgoed de deuren.

## Toerisme
Het plaatselijke toerismekantoor is ondergebracht in hetzelfde gebouw als het museum en de kunstgalerij van New Norcia.
Zevenentwintig gebouwen in New Norcia zijn door de National Trust geclassificeerd. De 'New Norcia Heritage Trail' is een tweedelige wandeling langs dit erfgoed.

## Transport
New Norica ligt langs de Great Northern Highway. Om het kloosterdorp van zwaar doorgaand verkeer te ontlasten werd in 2017 ten oosten van het dorp een zes kilometer lange bypass, met een 88 meter lange nieuwe brug over de rivier de Moore en een lookout, geopend.
New Norcia ligt 132 kilometer ten noordnoordoosten van de West-Australische hoofdstad Perth, 56 kilometer ten zuidoosten van Moora en 32 kilometer ten noordwesten van Calingiri.

## Klimaat
New Norcia kent een warm mediterraan klimaat, Csa volgens de klimaatclassificatie van Köppen. De gemiddelde jaarlijkse temperatuur bedraagt 18,1 °C en de gemiddelde jaarlijkse neerslag ligt rond 497 mm.

## Galerij

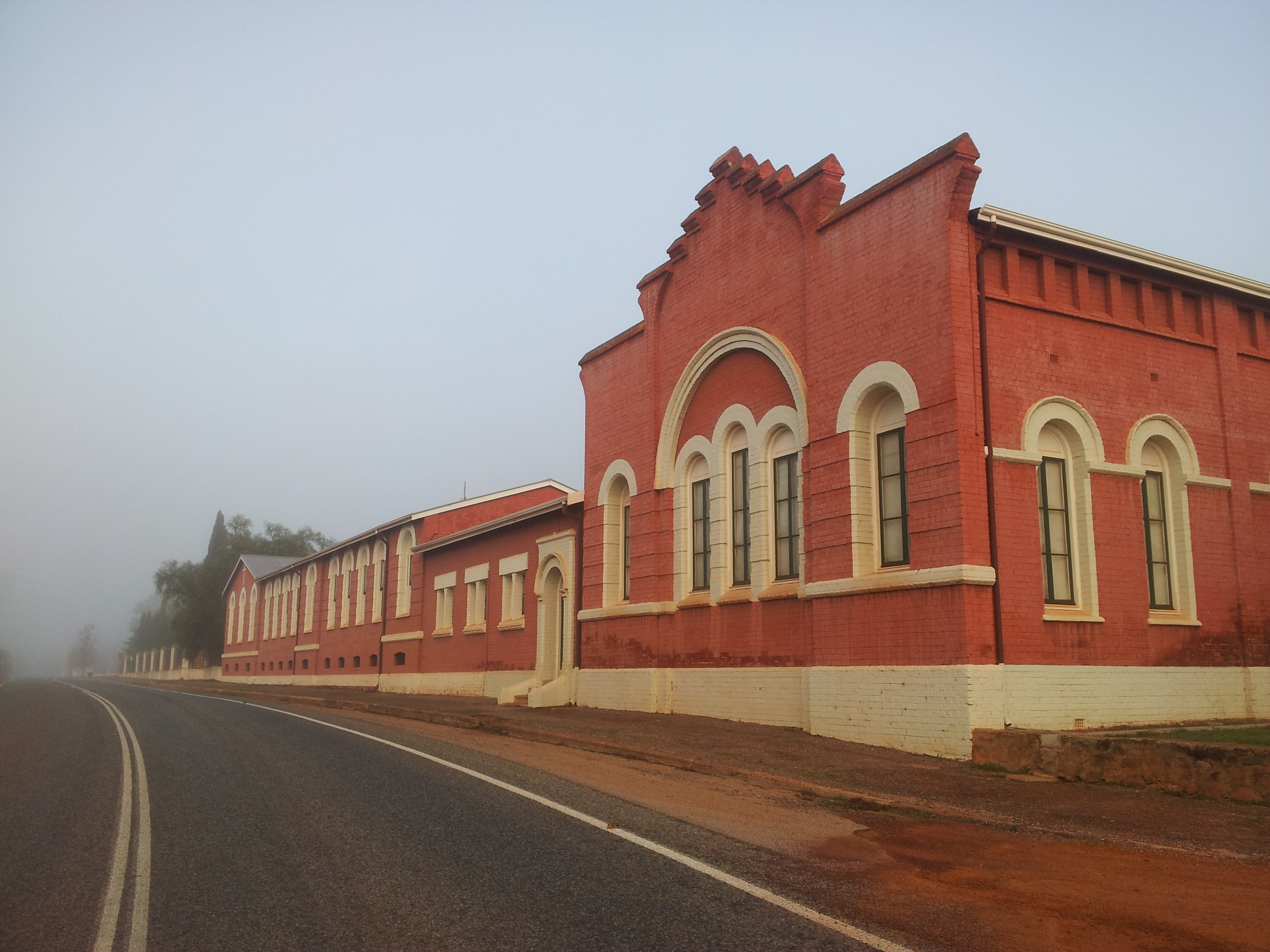
'St Mary's Mission'
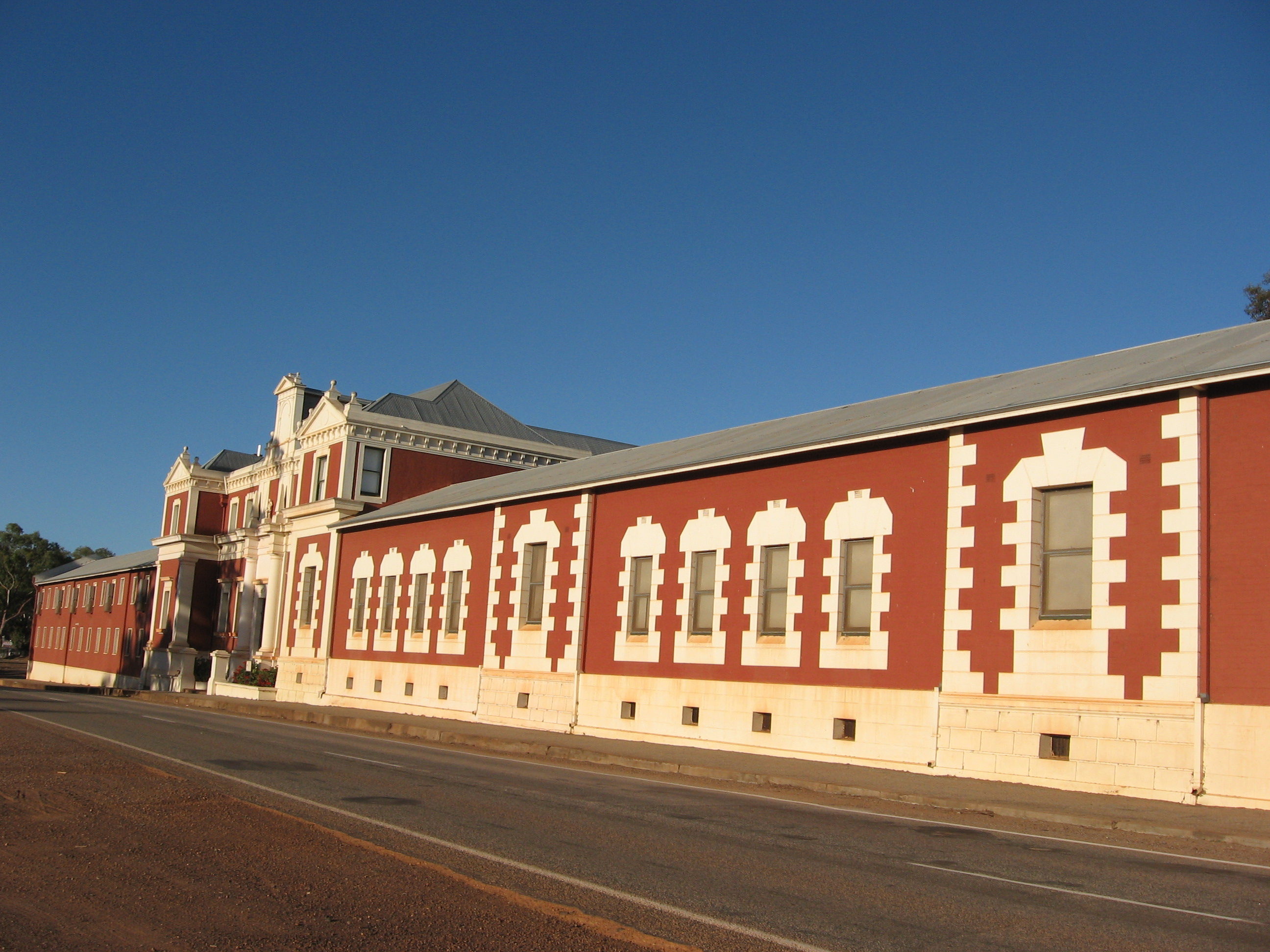
'St Joseph's Native School and Orphanage'
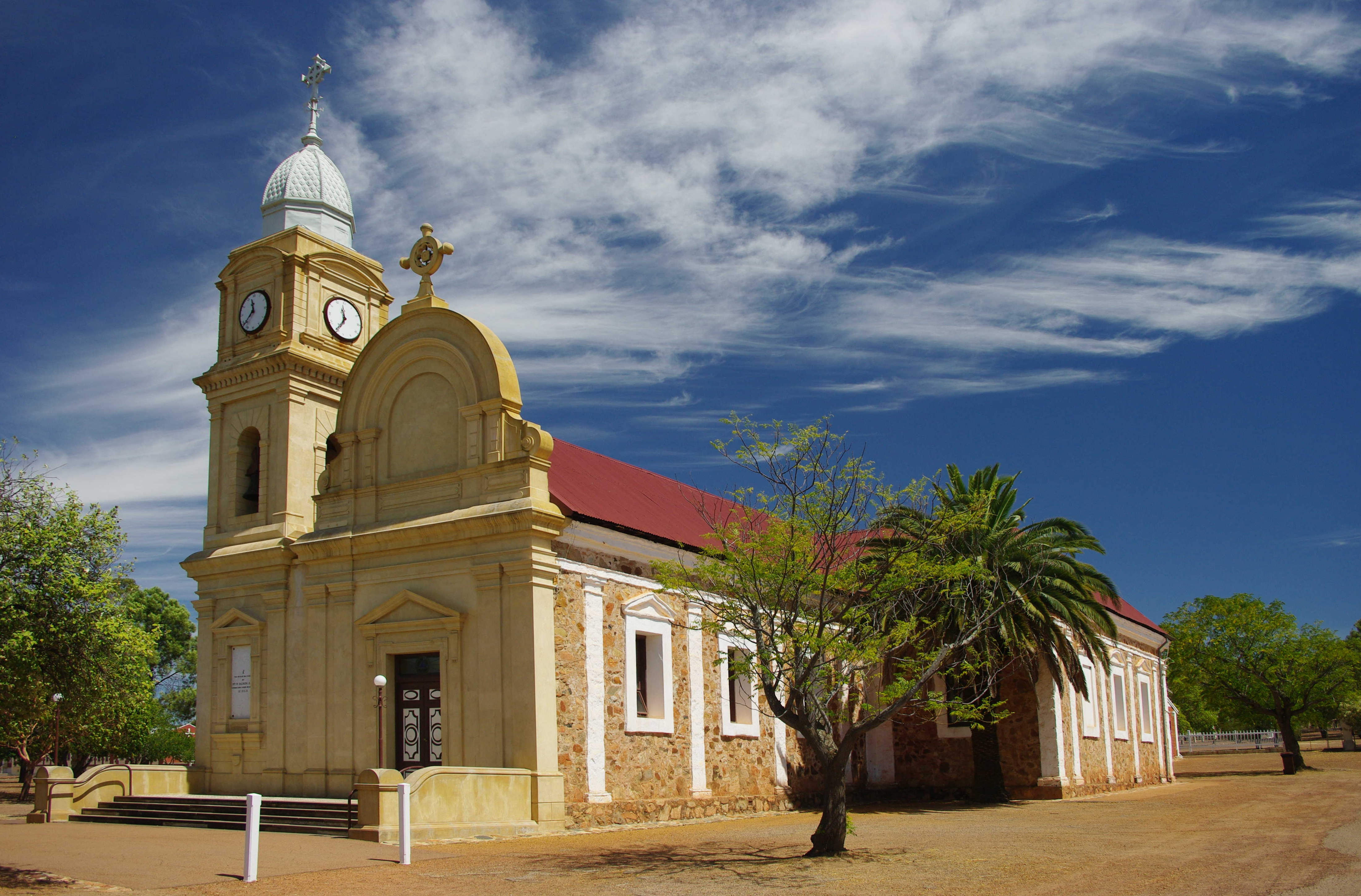
Abdijkerk met graf van Dom Salvado
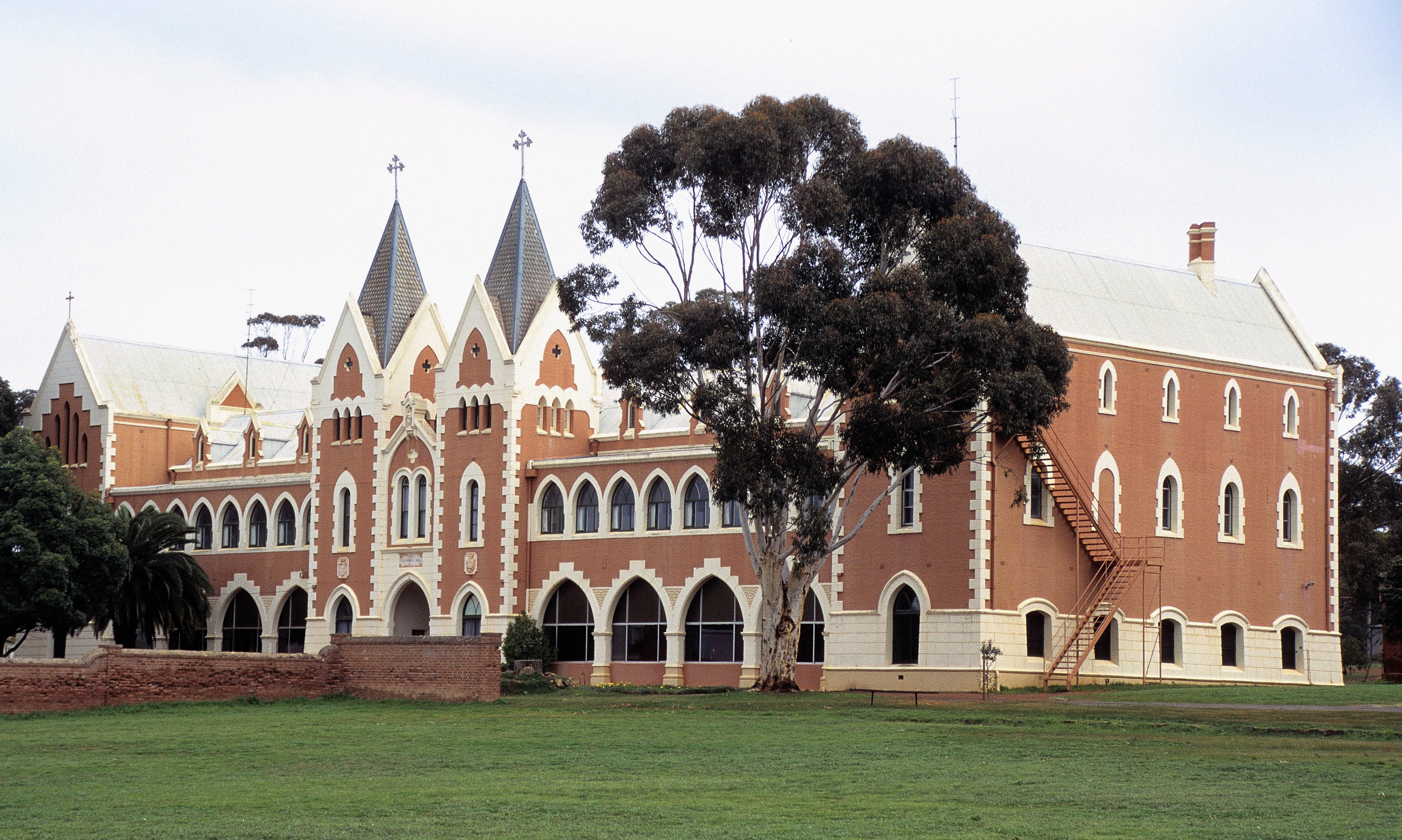
'St Gertrude's College'
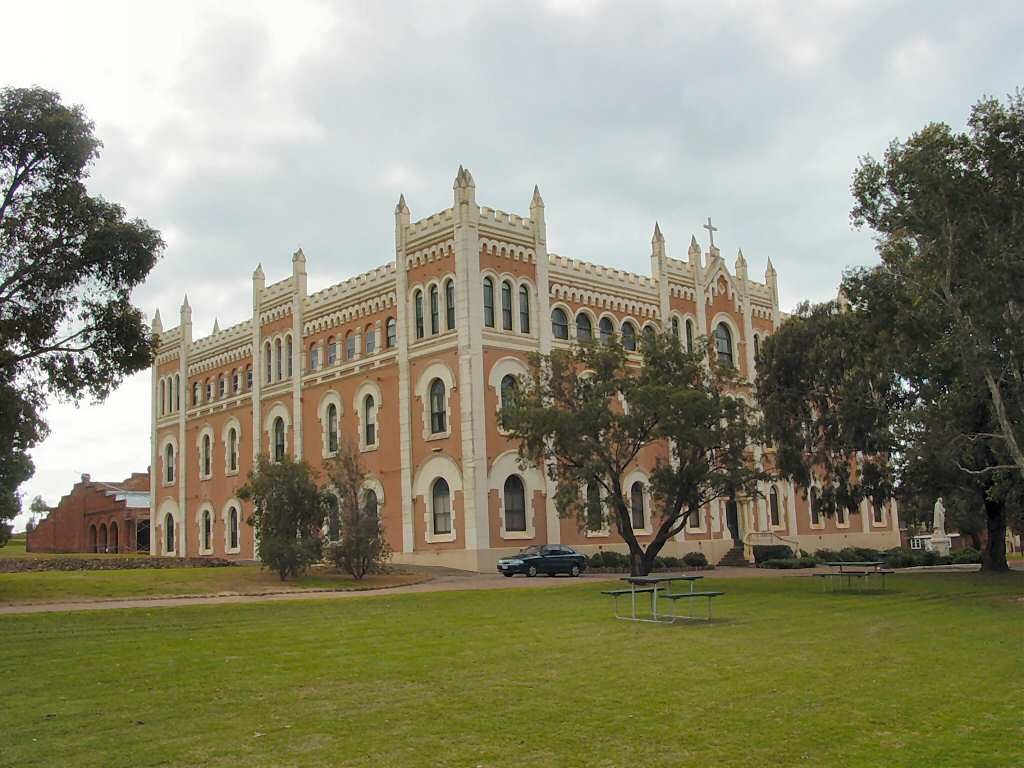
'St Ildephonsus' College'
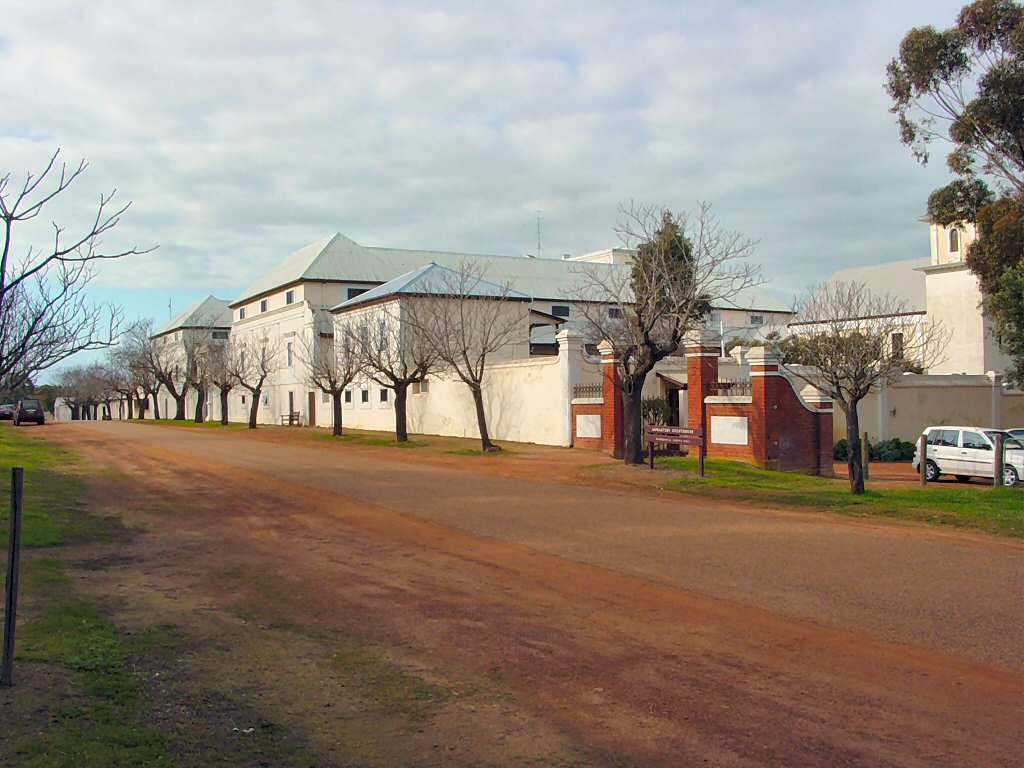
Nieuwe abdij
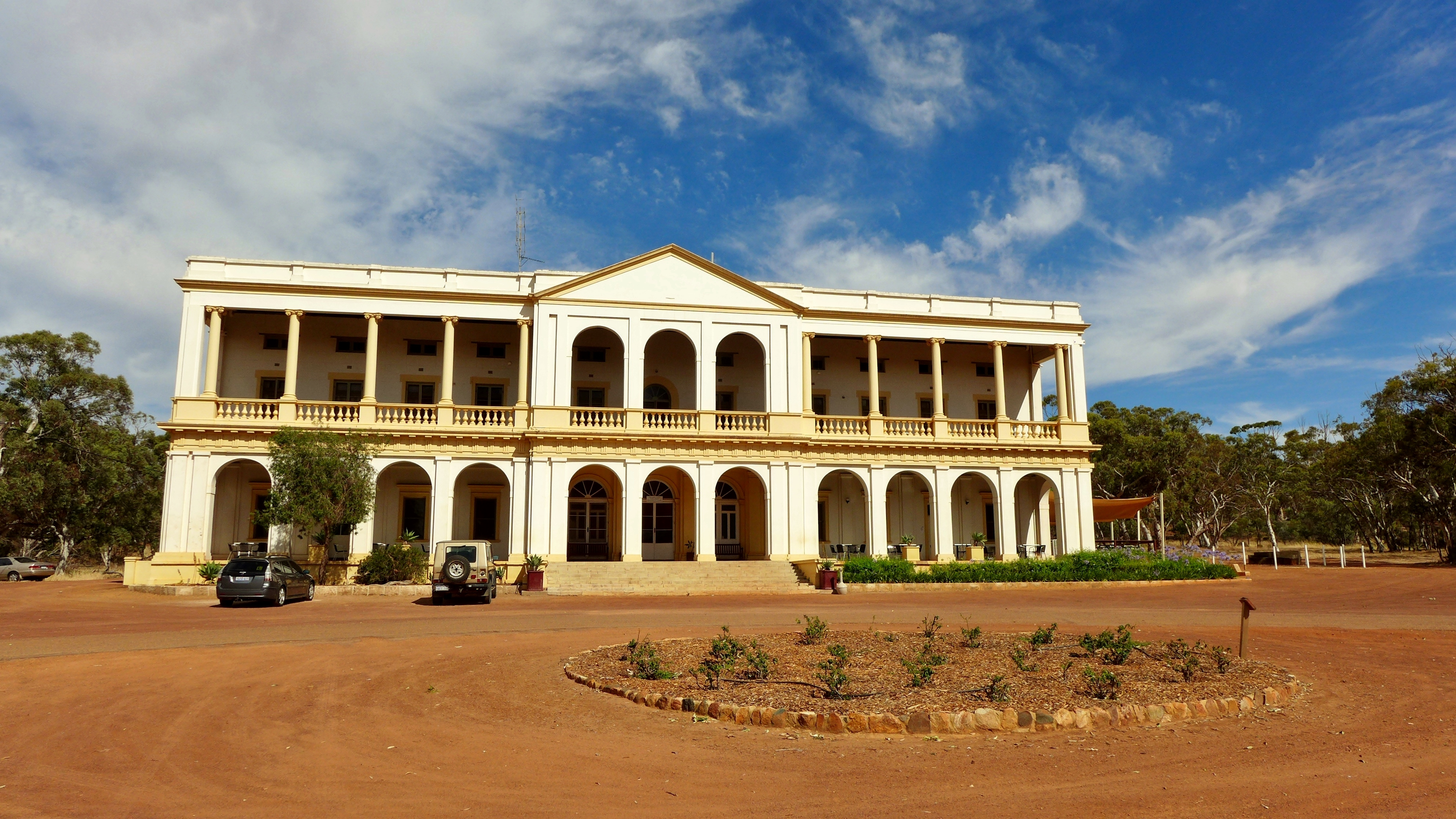
New Norcia Hotel
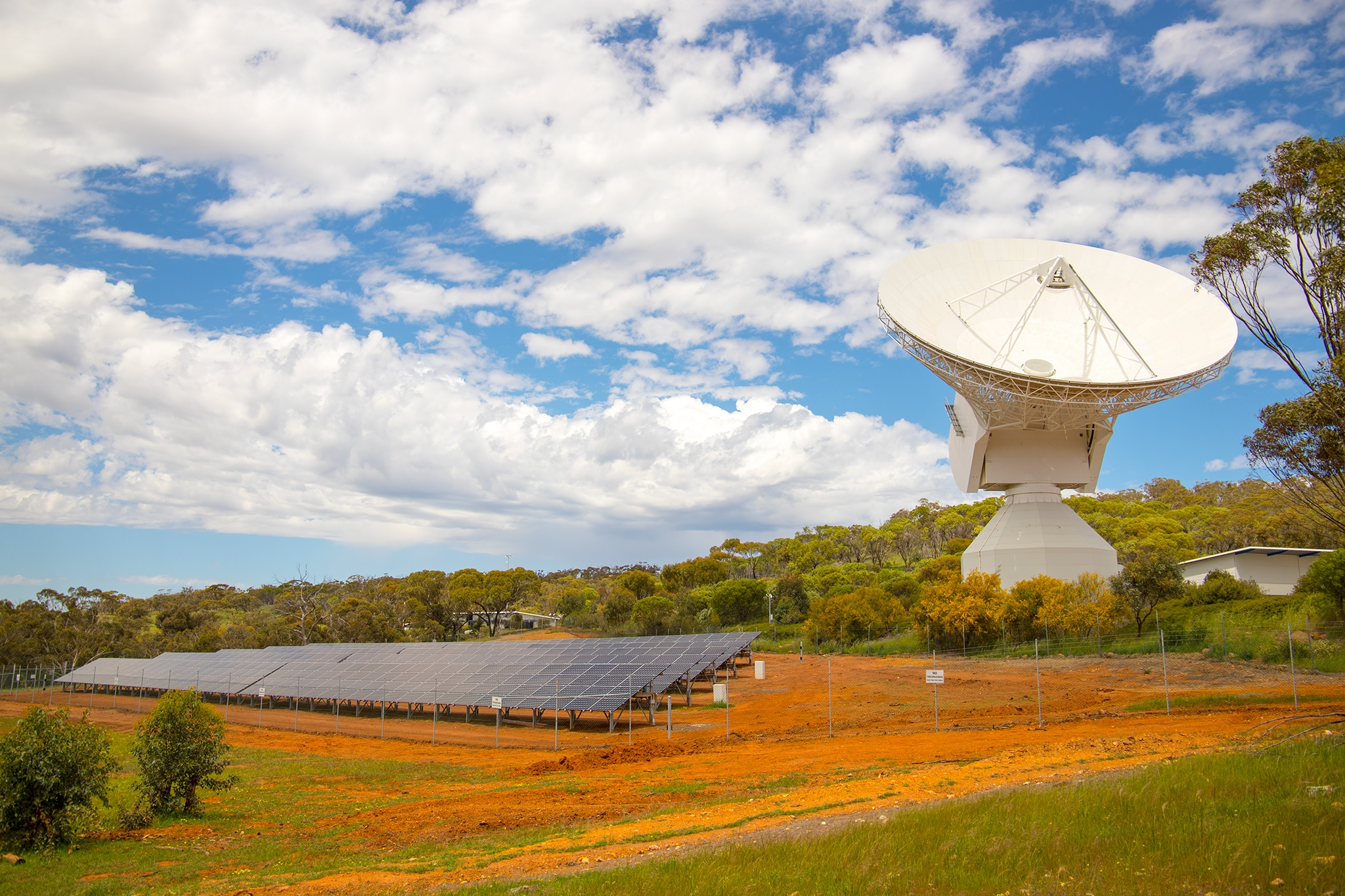
ESA grondstation

Aldersyde · Amery · Ardath · Arthur River · Baandee · Babakin · Badgingarra · Badjaling · Bailup · Bakers Hill · Balkuling · Ballaying · Ballidu · Beacon · Beenong · Beermullah · Bejoording · Belka · Bencubbin · Bendering · Benjaberring · Beverley · Bilbarin · Bindi Bindi · Bindoon · Bodallin · Bolgart · Bonnie Rock · Boolading · Booraan · Brookton · Bruce Rock · Bullaring · Bullfinch · Bulyee · Bungulla · Buntine · Burakin · Burracoppin · Cadoux · Calingiri · Campion · Caraban · Carrabin · Cataby · Cervantes · Chandler · Chittering · Clackline · Cold Harbour · Congelin · Coomberdale · Copley · Corrigin · Cowcowing · Crossman · Cuballing · Culbin · Cunderdin · Dalwallinu · Dandaragan · Dangin · Darkan · Dattening · Dongolocking · Doodlakine · Dowerin · Dudinin · Dumbleyung · Duranillin · Dwarda · Ejanding · Elabbin · Erikin · Gabbin · Gingin · Goomalling ·  Grass Valley · Greenhills · Guilderton · Gwambygine · Harrismith · Highbury · Hines Hill · Holt Rock · Hyden · Jelcobine · Jennacubbine · Jennapullin · Jitarning · Jurien Bay · Kalannie · Karlgarin · Kellerberrin · Kondinin · Kondut · Koojan · Koolyanobbing · Koorda · Korbel · Korrelocking · Kukerin · Kulin · Kulja · Kulyaling · Kunjin · Kununoppin · Kweda · Kwelkan · Kwolyin · Lancelin · Lake Brown · Lake Grace · Lake King · Ledge Point · Manmanning · Marvel Loch · Meckering · Meenaar · Merredin · Miling · Minnivale · Mogumber · Mokine · Moodiarrup · Mooliabeenee · Moora · Moorine Rock · Moorumbine · Moulyinning · Mount Hardey · Mount Kokeby · Mount Walker · Muchea · Mukinbudin · Muntadgin · Nalya · Nangeenan · Narembeen · Narrogin · New Norcia · Newdegate · Nilgen · Nokaning · North Bannister · Northam · Nukarni · Nungarin · Pantapin · Piawaning · Piesseville · Pingaring · Pingelly · Pithara · Popanyinning · Quairading · Quindanning · Regans Ford · Seabird · Shackleton · Southern Cross · Spencers Brook · Tammin · Tincurrin · Toodyay · Trayning · Varley · Wagin · Walebing · Walgoolan · Wandering · Wannamal · Watheroo · Welbungin · West Dale · West Toodyay · Westonia · Wialki · Wickepin · Wilbinga · Williams · Wongan Hills · Woodridge · Wubin · Wundowie · Wyalkatchem · Yealering · Yelbeni · Yellowdine · Yilliminning · Yerecoin · York · Yorkrakine · Yornaning · Yoting · Youndegin